# Helikonia dziobata

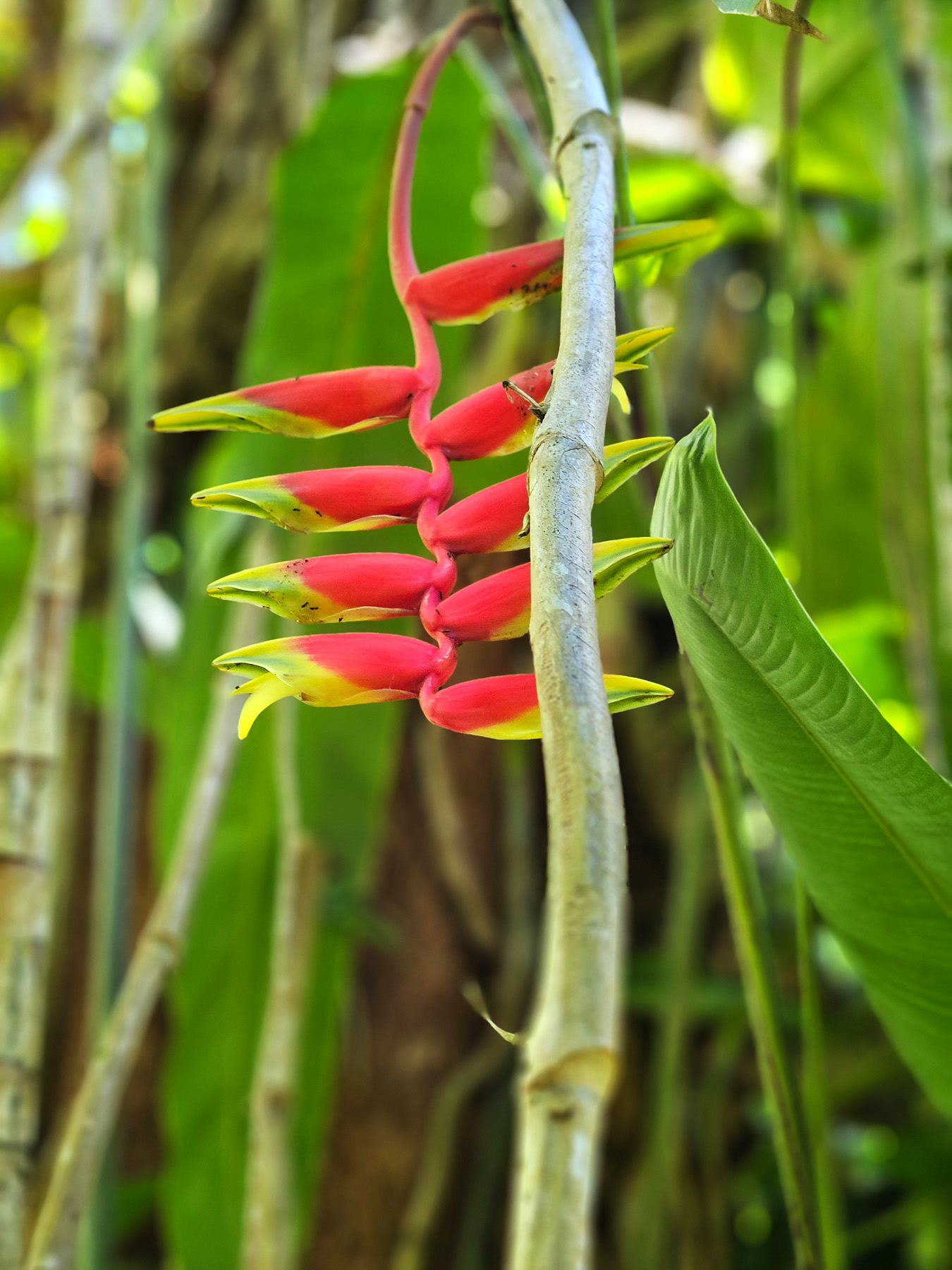
Helikonia dziobata (Hawaje, Maui)

Helikonia dziobata (Heliconia rostrata) – gatunek roślin z rodziny helikoniowatych. Pochodzi z Ameryki Południowej. Popularnie uprawiana jako roślina ozdobna w całej strefie międzyzwrotnikowej.

## Morfologia
PokrójBylina osiągająca wysokość 2 do 5 m.
LiścieDługoogonkowe, długości 0,5–2 m, szerokości 15–40 cm, podobne do liści bananowca. Uprzednio klasyfikowana w rodzinie bananowatych. Wyraźny nerw środkowy, nerwy boczne ukośne, między nimi blaszka liściowa często postrzępiona.
KwiatyW zwisających kwiatostanach o długości od 30 do 100 cm, z wieloma (do 35) łódkowatymi, czerwonymi podkwiatkami, żółtymi na wierzchołkach. W podkwiatkach wiele żółtych, grzbiecistych kwiatów, jednak jednocześnie kwitną maksymalnie dwa. Zapylane przez ptaki.
OwoceOkrągławo-trójkątne, o średnicy 1 cm, niedojrzałe żółtawe, dojrzałe fioletowe, z 3 pestkami.